# Alció clapejat
L'alció clapejat (Actenoides lindsayi) és un alció, per tant un ocell de la família dels alcedínids (Alcedinidae) que habita els boscos de Luzon, Catanduanes, Marinduque i Negros, a les illes Filipines.